# Марклісбург (Пенсільванія)
Марклісбург (англ. Markleysburg) — місто (англ. borough) в США, в окрузі Файєтт штату Пенсільванія. Населення — 246 осіб (2020).

## Географія
Марклісбург розташований за координатами 39°44′11″ пн. ш. 79°27′6″ зх. д. / 39.73639° пн. ш. 79.45167° зх. д. (39.736274, -79.451744).  За даними Бюро перепису населення США в 2010 році місто мало площу 0,78 км², уся площа — суходіл.

## Демографія
Згідно з переписом 2010 року, у селищі мешкали 284 особи в 88 домогосподарствах у складі 66 родин. Густота населення становила 365 осіб/км².  Було 99 помешкань (127/км²).
Расовий склад населення:
| - 96,8 % — білих - 2,5 % — чорних або афроамериканців |

До двох чи більше рас належало 0,4 %. Частка іспаномовних становила 0,4 % від усіх жителів.
За віковим діапазоном населення розподілялося таким чином: 19,4 % — особи молодші 18 років, 56,0 % — особи у віці 18—64 років, 24,6 % — особи у віці 65 років та старші. Медіана віку мешканця становила 46,3 року. На 100 осіб жіночої статі у селищі припадало 115,2 чоловіків;  на 100 жінок у віці від 18 років та старших — 104,5 чоловіків також старших 18 років.
Середній дохід на одне домашнє господарство  становив 55 822 долари США (медіана — 47 500), а середній дохід на одну сім'ю — 74 414 долари (медіана — 60 500). За межею бідності перебувало 6,6 % осіб, у тому числі 0,0 % дітей у віці до 18 років та 8,9 % осіб у віці 65 років та старших.
Цивільне працевлаштоване населення становило 87 осіб. Основні галузі зайнятості: освіта, охорона здоров'я та соціальна допомога — 27,6 %, будівництво — 14,9 %, роздрібна торгівля — 11,5 %.